# طارق عبدالعزیز (بازیکن فوتبال)
طارق عبدالعزیز (عربی: طارق عبد العزيز؛ زادهٔ ۱۴ مهٔ ۱۹۹۱) یک ورزشکار اهل عربستان سعودی است.
از باشگاه‌هایی که در آن بازی کرده‌است می‌توان به باشگاه فوتبال الوحده عربستان سعودی اشاره کرد.